# Seznam dílů seriálu Satan přichází
Toto je seznam dílů seriálu Satan přichází.

## Přehled řad
| Řada | Díly | Premiéra v USA | Premiéra v USA | Premiéra v ČR  | Premiéra v ČR  |
| Řada | Díly | První díl      | Poslední díl   | První díl      | Poslední díl   |
| ---- | ---- | -------------- | -------------- | -------------- | -------------- |
| 1    | 10   | 7. března 2016 | 9. května 2016 | 12. února 2017 | 16. dubna 2017 |

## Seznam dílů

### První řada (2016)
| Č. v seriálu | Původní název       | Český název         | Režie               | Scénář                     | Premiéra v USA  | Premiéra v ČR   |
| ------------ | ------------------- | ------------------- | ------------------- | -------------------------- | --------------- | --------------- |
| 1            | The Beast Rises     | Šelma povstává      | Shekhar Kapur       | Glen Mazzara               | 7. března 2016  | 12. února 2017  |
| 2            | Second Death        | Druhá smrt          | Ernest R. Dickerson | Mark H. Kruger             | 14. března 2016 | 19. února 2017  |
| 3            | The Deliverer       | Vykupitel           | Guillermo Navarro   | Ryan C. Coleman            | 21. března 2016 | 26. února 2017  |
| 4            | The Number of a Man | Číslo člověka       | Bronwen Hughes      | Nazrin Choudhury           | 28. března 2016 | 5. března 2017  |
| 5            | Seven Curses        | Sedm pohrom         | Mikael Salomon      | K. C. Perry                | 4. dubna 2016   | 12. března 2017 |
| 6            | Temptress           | Pokušitelka         | Nick Copus          | Richard Hatem              | 11. dubna 2016  | 19. března 2017 |
| 7            | Abattoir            | Černý kostel        | T.J. Scott          | Mark H. Kruger             | 18. dubna 2016  | 26. března 2017 |
| 8            | Here Is Wisdom      | Zde je moudrost     | Tim Andrew          | Sarah Thorp                | 25. dubna 2016  | 2. dubna 2017   |
| 9            | The Devil You Know  | Ďábel, kterého znáš | Jennifer Lynch      | K. C. Perry a Glen Mazzara | 2. května 2016  | 9. dubna 2017   |
| 10           | Ave Satani          | Ave Satani          | Nick Copus          | Glen Mazzara               | 9. května 2016  | 16. dubna 2017  |